# Nahr-e Abu Felfel
Nahr-e Abu Felfel (em persa: نهرابوفلفل, também romanizada como Nahr-e Abū Felfel; também conhecida como Abū Felfel e Farkand) é uma aldeia do distrito rural de Nasar, no condado de Abadan, na província de Khuzistão, Irã.
Segundo o censo de 2006, sua população era de 532 habitantes, em 113 famílias.